# (7932) Plimpton
Pour les articles homonymes, voir Plimpton.
(7932) Plimpton est un astéroïde de la ceinture principale.

## Description
(7932) Plimpton est un astéroïde de la ceinture principale. Il fut découvert le 7 avril 1989 à l'observatoire Palomar par Eleanor Francis Helin. Il présente une orbite caractérisée par un demi-grand axe de 2,39 UA, une excentricité de 0,17 et une inclinaison de 2,9° par rapport à l'écliptique.

## Compléments